# Косажев-Дольни-Кольонія
Косажев-Дольни-Кольонія (пол. Kosarzew Dolny-Kolonia) — село в Польщі, у гміні Бихава Люблінського повіту Люблінського воєводства.
Населення — 173 особи (2011).
У 1975-1998 роках село належало до Люблінського воєводства.

## Демографія
Демографічна структура станом на 31 березня 2011 року:
|          | Загалом | Допрацездатний вік | Працездатний вік | Постпрацездатний вік |
| -------- | ------- | ------------------ | ---------------- | -------------------- |
| Чоловіки | 86      | 17                 | 59               | 10                   |
| Жінки    | 87      | 15                 | 43               | 29                   |
| Разом    | 173     | 32                 | 102              | 39                   |